# Ron Jackson
Ronald Jackson Jr., detto Ron (Chicago, 2 maggio 1997), è un cestista statunitense.